# Eurynola
Eurynola is een geslacht van vlinders van de familie visstaartjes (Nolidae), uit de onderfamilie Nolinae.

## Soorten
- E. gigantea Rothschild, 1916
- E. mesoleuca Lower, 1903